# Törőcsik Franciska
Törőcsik Franciska (Budapest, 1990. április 28. –) magyar színésznő.
A színésznő orvos családból származik, de már gyerekkorában a színészettel kezdett el foglalkozni.   A nagyapja, Veres János tüdőgyógyász orvos, akinek nevéhez fűződik a Veres-tű használatának elterjedése, a dédapja Sajó István építész volt, aki New Yorkban felhőkarcolókat tervezett. A színésznő édesapja egy gyógyszergyártó cégnél dolgozik, édesanyja pedig szintén orvos, pszichiáter. 

## Pályafutása
Már hétéves korától kezdve Földessy Margit magániskolájában tanult, majd a Színház- és Filmművészeti Egyetemen szerzett diplomát 2013-ban. 2013–2017 között a székesfehérvári Vörösmarty Színház tagja volt. Játszott az Örkény István Színházban is. 2017-től szabadúszó.

## Filmjei
- Napszúrás (2009)
- Tiszta kézzel (2010)
- Mindenből egy van (2012)
- Pillangó (2012)
- Rosszkor (2012)
- Isteni műszak (2013)
- Tetemre hívás (2014)
- Swing (2014)
- Couch Surf (2014)
- Játsszuk el…[8] (2014)
- Veszettek (2015)
- Gondolj rám (2016)
- Vaksötét (2016)
- Budapest Noir (2017)
- Aurora Borealis – Északi fény (2017)
- BÚÉK (2018)
- Koller Éva bátorsága (2018)
- A mi kis falunk (2019–2023, 2025)
- A gyémánt út pora (2022)
- Aranybulla (2022)
- Hazatalálsz (2023–2024)
- 129 (2023)
- Cicaverzum (2023)
- Hogyan tudnék élni nélküled? (2024)
- Hunyadi (2025)
- Hogyan tudnék élni nélküled? 2. (2026)

## Színpadi szerepei
- Dalok a Földről
- My Fair Lady
- Bíít!
- Pillantás a hídról (Catherine)
- Elfriede Jelinek: Mi történt, miután Nóra elhagyta a férjét, avagy a társaságok támaszai (Munkásnő)
- Az 1/2 kegyelmű (Aglaja Jepancsina)
- A vihar (Miranda)
- Liliomfi (Mariska)
- Csehov: Medve
- Csehov: Leánykérés
- Csehov: Jubileum
- Závada Pál: Édes Anna (Anna)
- Gyökössy Zsolt: Pillangó (Zsuzsika)
- Bulgakov: A mester és Margarita (Margarita)
- Dosztojevszkij: A félkegyelmű (Aglaja)
- A padlás (Kölyök szellem, 530 éves)
- Hamlet, dán királyfi (Ophélia)

A Port.hu oldalon található további szerepei:
- A hülyéje
- A vihar
- Balfácánt vacsorára! (Madeline)
- Bűn és bűnhődés
- Csókos asszony (Pünkösdi Katóka)
- Édes Anna
- Halálos tavasz (Edit)
- Lépésről lépésre (Kristine Ulrich)
- Prolik (Irén)

## Szinkronszerepei
Az Internetes Szinkron Adatbázisban regisztrált szinkronszerepei száma: 58.

### Film
| Magyar cím                                      | Eredeti filmcím                            | Év   | Karakter                     | Színésznő              |
| ----------------------------------------------- | ------------------------------------------ | ---- | ---------------------------- | ---------------------- |
| Vasmajom                                        | Siu nin Wong Fei Hung chi: Tit ma lau      | 1993 | Orchidea                     | Jean Wang              |
| Cuki hagyatéka (2. szinkron)                    | Cookie's Fortune                           | 1999 | Emma Duvall                  | Liv Tyler              |
| Ízlések és rokonok                              | Comme t'y es belle!                        | 2006 | Nina                         | Géraldine Nakache      |
| New York-i szerenád (2. szinkron)               | New York City Serenade                     | 2007 | Lynn                         | Jamie-Lynn Sigler      |
| Szerelem az Alpokban                            | Chalet Girl                                | 2011 | Kim                          | Felicity Jones         |
| A szerzetes                                     | Le Moine                                   | 2011 | Agnès nővér                  | Roxane Duran           |
| Asterix és Obelix: Isten óvja Britanniát        | Astérix & Obélix: Au service de sa Majesté | 2012 | Ophélia                      | Charlotte Le Bon       |
| Csak a szerelem számít (2. szinkron)            | Den skaldede frisør                        | 2012 | Astrid                       | Molly Blixt Egelind    |
| Írd a karjára: Szeretnek!                       | To Write Love on Her Arms                  | 2012 | Renee Yohe                   | Kat Dennings           |
| Villámcsapás                                    | Struck by Lightning                        | 2012 | Claire Mathews               | Sarah Hyland           |
| Molly Maxwell                                   | Molly Maxwell                              | 2013 | Alicia                       | Lucy Gervais           |
| A zöld urai                                     | Epic                                       | 2013 | Mary Katherine               | Amanda Seyfried (hang) |
| Bazi nagy francia lagzik                        | Qu'est-ce qu'on a fait au Bon Dieu?        | 2014 | Laure Verneuil               | Elodie Fontan          |
| Elemi szerelem                                  | Une rencontre                              | 2014 | Lola                         | Tatiana Khayat         |
| Emlékek örzői                                   | Les héritiers                              | 2014 | Mélanie                      | Noémie Merlant         |
| A hetedik fiú                                   | Seventh Son                                | 2014 | Alice                        | Alicia Vikander        |
| A kollégium                                     | The Dorm                                   | 2014 | Vivian                       | Alexis Knapp           |
| Mr. Turner                                      | Mr. Turner                                 | 2014 | Evelina                      | Sandy Foster           |
| A sötét völgy                                   | Das finstere Tal                           | 2014 | Luzi                         | Paula Beer             |
| Katalin cárnő                                   | Екатерина                                  | 2014 | II. Katalin orosz cárnő      | Marina Alexandrova     |
| Bérhaverok                                      | The Wedding Ringer                         | 2015 | Alison Palmer                | Olivia Thirlby         |
| Halálos iramban 7.                              | Furious 7                                  | 2015 | Ramsey                       | Nathalie Emmanuel      |
| Jeeg robot vagyok                               | Lo chiamavano Jeeg Robot                   | 2015 | Alessia                      | Ilenia Pastorelli      |
| Kinek a pap...                                  | Dial a Prayer                              | 2015 | Cora                         | Brittany Snow          |
| Nagyi                                           | Grandma                                    | 2015 | Sage                         | Julia Garner           |
| A pláza ásza Vegasban                           | Paul Blart: Mall Cop 2                     | 2015 | Vonzó hölgy                  | Jackie Sandler         |
| Rosalie Blum                                    | Rosalie Blum                               | 2015 | Aude Cerceau                 | Alice Isaaz            |
| Deadpool                                        | Deadpool                                   | 2016 | Negaszonikus Tini Torpedó    | Brianna Hildebrand     |
| Derült égből apu                                | Demain tout commence                       | 2016 | Kristin                      | Clémence Poésy         |
| Fény az óceán felett                            | The Light Between Oceans                   | 2016 | Isabel Graysmark             | Alicia Vikander        |
| A forradalom napján                             | Bastille Day                               | 2016 | Zoe                          | Charlotte Le Bon       |
| Kivétel és szabály                              | Rules Don't Apply                          | 2016 | Marla Mabrey                 | Lily Collins           |
| Ku'Damm 56                                      | Ku'Damm 56                                 | 2016 | Helga Schöllack              | Maria Ehrich           |
| A lány a vonaton                                | The Girl on the Train                      | 2016 | Anna Watson                  | Rebecca Ferguson       |
| Paul Sneijder új élete                          | La nouvelle vie de Paul Sneijder           | 2016 | Marie Sneijder               | Alexa-Jeanne Dubé      |
| Rock Csont                                      | Rock Dog                                   | 2016 | Darma                        | Mae Whitman (hang)     |
| Szerelem és barátság                            | Love & Friendship                          | 2016 | Frederica Vernon             | Morfydd Clark          |
| Az utolsó emberig                               | Blood Father                               | 2016 | Lydia                        | Erin Moriarty          |
| Vaksötét                                        | Don't Breath                               | 2016 | Cindy                        | önmaga                 |
| Anyám!                                          | Mother!                                    | 2017 | Anya                         | Jennifer Lawrence      |
| Fellini nyomában                                | In Search of Fellini                       | 2017 | Lucy                         | Ksenia Solo            |
| Halálos iramban 8.                              | The Fate of the Furious                    | 2017 | Ramsey                       | Nathalie Emmanuel      |
| A kísértet                                      | Mesteren                                   | 2017 | Lai                          | Sus Wilkins            |
| A legnagyobb showman                            | The Greatest Showman                       | 2017 | Anne Wheeler                 | Zendaya                |
| Mária Terézia                                   | Mária Terézia                              | 2017 | Mária Anna                   | Anna Posch             |
| A sötét ötven árnyalata                         | Fifty Shades Darker                        | 2017 | Leila                        | Bella Heathcote        |
| Ugyanúgy más, mint én (2. szinkron)             | Same Kind of Different as Me               | 2017 | Susan                        | Monica Louwerens       |
| Bohém rapszódia                                 | Bohemian Rhapsody                          | 2018 | Mary Austin                  | Lucy Boynton           |
| Bosszúállók: Végtelen háború                    | Avengers: Infinity War                     | 2018 | Shuri                        | Letitia Wright         |
| Bosszúvágy                                      | Death Wish                                 | 2018 | Jordan Kersey                | Camila Morrone         |
| Deadpool 2.                                     | Deadpool 2                                 | 2018 | Negaszonikus Tini Torpedó    | Brianna Hildebrand     |
| A fakír, aki egy IKEA szekrényben ragadt        | The Extraordinary Journey of the Fakir     | 2018 | Marie                        | Erin Moriarty          |
| Fekete Párduc                                   | Black Panther                              | 2013 | Shuri                        | Letitia Wright         |
| Nap nap után                                    | Every day                                  | 2018 | Rebecca                      | Amanda Arcuri          |
| Ready Player One                                | Ready Player One                           | 2018 | Art3mis / Samantha           | Olivia Cooke           |
| The Padre                                       | The Padre                                  | 2018 | Lena                         | Valeria Henríquez      |
| Aladdin                                         | Aladdin                                    | 2019 | Jázmin                       | Naomi Scott            |
| Alita: A harc angyala                           | Alita: Battle Angel                        | 2019 | Alita                        | Rosa Salazar           |
| Átkozottul veszett, sokkolóan gonosz és hitvány | Extremely Wicked, Shockingly Evil and Vile | 2019 | Liz Kendall                  | Lily Collins           |
| Bazi nagy francia lagzik 2                      | Qu'est-ce qu'on a encore fait au bon Dieu? | 2019 | Laure                        | Élodie Fontan          |
| Bosszúállók: Végjáték                           | Avengers: Endgame                          | 2019 | Shuri                        | Letitia Wright         |
| Charlie angyalai                                | Charlie's Angels                           | 2019 | Elena Houghlin               | Naomi Scott            |
| Dumplin' - Így kerek az élet                    | Dumplin'                                   | 2019 | Ellen                        | Odeya Rush             |
| Éretlenségi                                     | Booksmart                                  | 2019 | Amy                          | Kaitlyn Dever          |
| A gyermek                                       | The Hole in the Ground                     | 2019 | Sarah O'Neill                | Seána Kerslake         |
| Hivatali eltávozás                              | Corporate Animals                          | 2019 | Jess                         | Jessica Williams       |
| A mélyből                                       | Sea Fever                                  | 2019 | Siobhán                      | Hermione Corfield      |
| Susi és Tekergő                                 | Lady and the Tramp                         | 2019 | Susi                         | Tessa Thompson (hang)  |
| Tudsz titkot tartani?                           | Can You Keep a Secret?                     | 2019 | Artemis                      | Kate Easton            |
| Halálom napja                                   | Death of Me                                | 2020 | Samantha                     | Alex Essoe             |
| Karácsonyi hadgyakorlat                         | Operation Christmas Drop                   | 2020 | Christina                    | Brittany Willacy       |
| Mank                                            | Mank                                       | 2020 | Rita Alexander               | Lily Collins           |
| Dűne                                            | Dune: Part One                             | 2021 | Chani                        | Zendaya                |
| Free Guy                                        | Free Guy                                   | 2021 | Millie (Molotovgirl)         | Jodie Comer            |
| Halálos iramban 9                               | F9: The Fast Saga                          | 2021 | Ramsey                       | Nathalie Emmanuel      |
| Idő                                             | Old                                        | 2021 | Madrid                       | Francesca Eastwood     |
| Szörnyella                                      | Cruella                                    | 2021 | Szörnyella de Frász          | Emma Stone             |
| A tolvajok hadserege                            | Army of Thieves                            | 2021 | Gwendoline                   | Nathalie Emmanuel      |
| Az utolsó szerelmes levél                       | The Last Letter from Your Lover            | 2021 | Ellie Haworth                | Felicity Jones         |
| Vaják: A Farkas rémálma                         | The Witcher: Nightmare of the Wolf         | 2021 | Tetra                        | Lara Pulver (hang)     |
| Bazi nagy francia lagzik 3                      | Qu'est-ce qu'on a tous fait au bon Dieu?   | 2022 | Laure Verneuil-Koffi         | Élodie Fontan          |
| Fekete Párduc 2                                 | Black Panther: Wakanda Forever             | 2022 | Shuri                        | Letitia Wright         |
| A gyilkos járat                                 | Bullet Train                               | 2022 | A herceg                     | Joey King              |
| Halál a Níluson                                 | Death on the Nile                          | 2022 | Rosalie Otterbourne          | Letitia Wright         |
| Outfit                                          | The Outfit                                 | 2022 | Mable                        | Zoey Deutch            |
| Hadd higgyek neked                              | Sen Inandir                                | 2023 | Sahra                        | Ayça Aysin Turan       |
| Halálos iramban 10                              | Fast X                                     | 2023 | Ramsey                       | Nathalie Emmanuel      |
| Hátralévő életem első napja                     | Il primo giorno della mia vita             | 2023 | Emilia                       | Sara Serraiocco        |
| Paradise                                        | Paradise                                   | 2023 | Elena fiatalon               | Marlene Tanczik        |
| Ruby Gillman, tinikráken                        | Ruby Gillman, Teenage Kraken               | 2023 | Chelsea Van Der Zee (hangja) | Annie Murphy           |
| Baghead - Holtakkal suttogó                     | Baghead                                    | 2024 | Katie                        | Ruby Barker            |
| A bérgyilkos, aki nem is volt                   | Hit Man                                    | 2024 | Madison Figueroa Masters     | Adria Arjona           |
| Challengers                                     | Challengers                                | 2024 | Tashi Duncan                 | Zendaya                |
| Deadpool & Rozsomák                             | Deadpool & Wolverine                       | 2024 | Negaszonikus Tini Torpedó    | Brianna Hildebrand     |
| Dűne: Második rész                              | Dune: Part Two                             | 2024 | Chani                        | Zendaya                |
| A platform 2                                    | El hoyo 2                                  | 2024 | Perempuan                    | Milena Smit            |
| A szer                                          | The Substance                              | 2024 | Sue                          | Margaret Qualley       |

### Sorozat
| Magyar cím                  | Eredeti cím                              | Év        | Karakter                 | Színésznő                    |
| --------------------------- | ---------------------------------------- | --------- | ------------------------ | ---------------------------- |
| Sherlock és Watson          | Elementary                               | 2012-2019 | Kitty Winter             | Ophelia Lovibond (15 epizód) |
| A törvény nevében (3. évad) | True Detective                           | 2014-     | Becca Hays (felnőttként) | Deborah Ayorinde (2 epizód)  |
| A korona (4. évad)          | The Crown                                | 2016-     | Lady Diana Spencer       | Emma Corrin                  |
| A Bridgerton család         | Bridgerton                               | 2020-     | Marina Thompson          | Ruby Barker                  |
| Ez így nem oké              | I Am Not Okay with This                  | 2020      | Dina                     | Sofia Bryant                 |
| Feltöltés                   | Upload                                   | 2020-     | Upload                   | Andy Allo                    |
| Talált pénz                 | Tuff Money                               | 2020      | Mirela                   | Iulia Alexandra Dinu         |
| Tudhattad volna             | The Undoing                              | 2020      | Elena Alves              | Matilda De Angelis           |
| Vér és víz                  | Blood & Water                            | 2020-     | Fikile Bhele             | Khosi Ngema                  |
| A cseresznye vadiúj íze     | Brand New Cherry Flavor                  | 2021      | Lisa Nova                | Rosa Salazar                 |
| Hit-Monkey                  | Hit-Monkey                               | 2021-     | Akiko Jokohama (hangja)  | Olivia Munn                  |
| Mi lenne, ha…?              | What If...?                              | 2021-     | Shuri                    | Ozioma Akagha (2 epizód)     |
| Ridley Jones                | Ridley Jones                             | 2021-     | Izmat, a múmia (hangja)  | Ashlyn Madden                |
| Sexify                      | Sexify                                   | 2021-     | Monika Nowicki           | Sandra Drzymalska            |
| A nagy pénzrablás: Korea    | Money Heist: Korea – Joint Economic Area | 2022-     | Miseon                   | Joo-Bin Lee                  |
| 1670                        | 1670                                     | 2023-     | Aniela                   | Martyna Byczkowska           |
| Kincskereső kalandorok      | Bandidos                                 | 2024-     | Lilí                     | Ester Expósito               |
| Lányok a buszon             | The Girls on the Bus                     | 2024      | Sadie McCarthy           | Melissa Benoist              |

## CD-k és hangoskönyvek
- Grecsó Krisztián: Vera
- Szabó Magda: Csigaház

## Díjai, elismerései
- Bujtor István-díj (2020)[12]
- Magyar Mozgókép Díj – A legjobb női főszereplő (2024) /Cicaverzum/